# گوستاوو پوئرتا
گوستاوو پوئرتا (انگلیسی: Gustavo Puerta؛ زادهٔ ۲۳ ژوئیهٔ ۲۰۰۳) بازیکن فوتبال اهل کلمبیا است.
وی همچنین در تیم ملی فوتبال زیر ۲۰ سال کلمبیا بازی کرده‌است.